# Saint-Eutrope-de-Born
Saint-Eutrope-de-Born ist eine französische Gemeinde mit 683 Einwohnern (Stand: 1. Januar 2022) im Département Lot-et-Garonne in der Region Nouvelle-Aquitaine. Sie gehört zum Arrondissement  Villeneuve-sur-Lot und zum Kanton Le Haut Agenais Périgord (bis 2015: Kanton Villeréal).

## Geografie
Saint-Eutrope-de-Born liegt etwa 15 Kilometer nördlich von Villeneuve-sur-Lot. Umgeben wird Saint-Eutrope-de-Born von den Nachbargemeinden Montaut im Norden, Villeréal und Saint-Étienne-de-Villeréal im Nordosten, Laussou im Osten, Monflanquin im Süden und Südosten, Boudy-de-Beauregard im Süden, Cancon im Westen und Südwesten sowie Lougratte im Westen.

## Bevölkerungsentwicklung
| Jahr                      | 1962 | 1968 | 1975 | 1982 | 1990 | 1999 | 2006 | 2013 |
| Einwohner                 | 717  | 633  | 569  | 560  | 557  | 609  | 667  | 690  |
| Quelle: Cassini und INSEE |      |      |      |      |      |      |      |      |

## Sehenswürdigkeiten
- fünf Kirchen, zwischen dem 14. und 16. Jahrhundert errichtet
- Schloss Scandaillac, ursprünglich aus dem 13. Jahrhundert, heutiges Bauwerk aus dem 16. Jahrhundert
- Schloss Born aus dem 15. Jahrhundert